# Hana matsuri

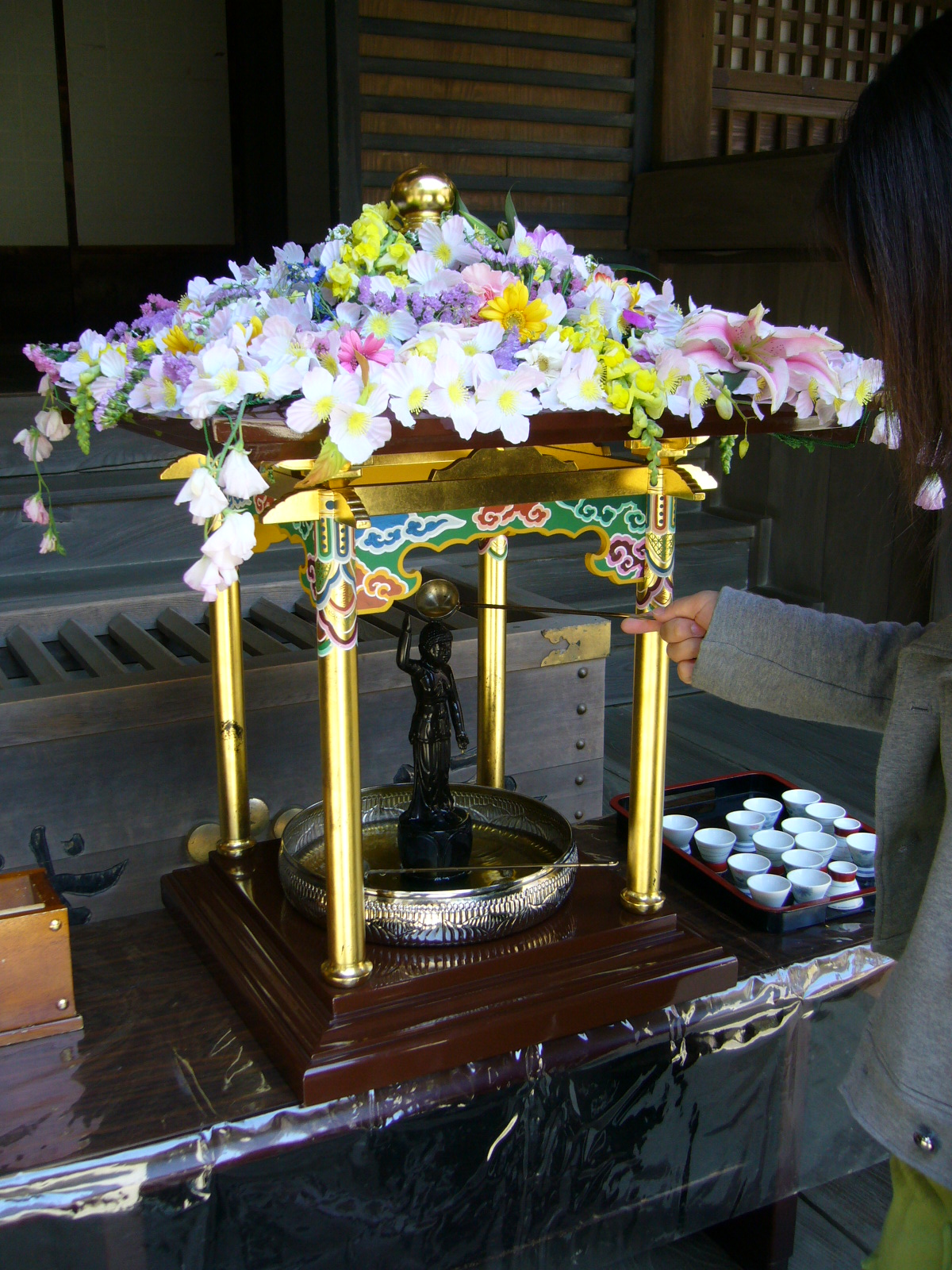
Hana matsuri au temple Kanpuku-ji de Katori au Japon.

Le Hana matsuri (花祭り, « fête des fleurs ») est une fête bouddhiste se déroulant le 8 avril et célébrant l'anniversaire de Bouddha. Elle est également appelée Kanbutsu-e (灌仏会).
Dans tous les temples bouddhistes au Japon, on installe un petit dais décoré de fleurs appelé hana-midō (花御堂). On utilise pour cela différentes sortes de pivoines (pivoine arbustive, pivoine de Chine) et d'iris (iris d'eau japonais).
Au centre du dais se trouve une image ou une statuette du Bouddha nouveau-né. Durant toute la journée, les fidèles versent du thé d'hortensia sur l'effigie du Bouddha, pour symboliser le premier bain rituel du nourrisson. Ce thé était réputé pour sa capacité à favoriser la santé des enfants et à repousser les maladies.
Bien que le 8 avril soit la date privilégiée pour cette fête, certaines régions le célèbrent en mai pour mieux profiter de la floraison des fleurs.